# Англо-германское морское соглашение (1935)
 Англо-германское морское соглашение 1935 года — договор о соотношении военно-морских сил, заключённый между Великобританией и нацистской Германией в июне 1935 года.

## Предпосылки
Впервые о необходимости заключения англо-германского соглашения по морским вооружениям Адольф Гитлер высказался уже в феврале 1933 года, вскоре после прихода к власти, причём пропорцию 100:30 он рассматривал как приемлемую. 18 марта 1935 года Германия официально в одностороннем порядке денонсировала Версальский договор. В правящих кругах Великобритании возникло стремление заключить с Германией морское соглашение, которое хоть как-то лимитировало бы развитие военно-морских сил (Кригсмарине).
Англо-германские переговоры проходили в Лондоне с 4 по 18 июня 1935 года. Соглашение было заключено 18 июня 1935 года в форме обмена письмами между британским министром иностранных дел С. Хором и специальным уполномоченным А. Гитлера Й. Риббентропом.

## Условия
Британское правительство удовлетворило требование Гитлера о том, чтобы «мощь германского флота составляла 35 % в отношении к совокупной мощи Британской империи». Пропорция 35:100 должна была применяться как к общему тоннажу флота, так и к каждому классу кораблей. В отношении подводных сил Германия получала право на равенство с Британией, но обязалась не превышать 45 % от тоннажа британских подводных сил. Предусматривалось, что в случае нарушения этого предела Германия проинформирует британское правительство. Германия также брала на себя обязательство соблюдать качественные ограничения, установленные Вашингтонским договором 1922 г. и Лондонским договором 1930 г.
Таким образом Германия получала право построить флот общим тоннажем 420 595 длинных тонн. Под постройку линкоров отводилось 184 000 тонн, на тяжёлые крейсера — 51 380, лёгкие крейсера и эсминцы не должны были превышать общего тоннажа в 119 700 тонн. Фактически немцам дали возможность построить 5 линкоров, два авианосца, 21 крейсер и 64 эсминца. Результатом соглашения стала окончательная ликвидация всех ограничений Версальского договора. По разрешённому тоннажу флота Германия уравнивалась с Францией и Италией — державами-победителями в Первой мировой войне.
Тем не менее, ограничить развитие военно-морских сил (Кригсмарине) договор не смог. В феврале 1938 года германское правительство известило Великобританию о намерении содержать подводный флот, равный британскому, а 28 апреля 1939 года Гитлер объявил в рейхстаге о денонсации соглашения.

## Оценка
При подписании договора Британия не поставила в известность своих союзников по Первой мировой войне Францию и Италию о желании заключить договор с Гитлером, тем самым согласившись в одностороннем порядке с нарушением немцами Версальского договора. «Именно соглашением по соотношению флотов [англо-германского Морского договора в июне 1935 г.] Англия фактически узаконила перевооружение Германии в нарушение основополагающих договоров».
Литвинов оценивал договор крайне негативно, сравнивая англичан со штрейкбрехерами. Он считал, что договор является признаком сближения между Великобританией и Германией. Япония считала, что договор является признаком скрытого союза между странами, так же поначалу считал и Гитлер.
В официальных комментариях британского правительства подчёркивалось, что реализация договорных лимитов позволит Германии установить морское господство на Балтийском море, то есть намекало на антисоветскую направленность договора. Однако даже в Великобритании далеко не все разделяли этот оптимизм.
Правительство его величества сделало это, не проконсультировавшись со своим французским союзником и не поставив в известность Лигу Наций. Обращаясь к лиге и заручаясь поддержкой её членов для выражения протеста против нарушения Гитлером военных статей мирного договора, оно одновременно уничтожало с помощью частного соглашения морские статьи того же договора….
Установление для германского флота предельных размеров, равных одной трети английского, означало, что Германии разрешалась такая судостроительная программа, которая должна была до предела загрузить её верфи по меньшей мере на десять лет. Таким образом, расширение германских военно-морских сил практически ничем не ограничивалось и не сдерживалось. Немцы могли строить новые корабли так быстро, как это позволяли физические возможности.
«Для военно-морского флота и для меня — в качестве его главнокомандующего — в период между двумя мировыми войнами не было более важного политического события, чем заключение англо-германского военно-морского договора 1935 года. Он означал конец периоду германского плена, который начался Версальским миром».

## Исполнение
Договор в целом соблюдался до самой его денонсации в апреле 1939 года (одновременно с Договором о ненападении между Германией и Польшей). Попытка во время Нюрнбергского процесса осудить Редера за его нарушение не удалась.